# Estación de Tonnerre
La estación de Tonnerre es una estación ferroviaria francesa de la línea París - Marsella, situada en la comuna de Tonnerre, en el departamento de Yonne, en la región de Borgoña. Por ella transitan únicamente trenes regionales.

## Historia
La estación fue inaugurada el 12 de agosto de 1849 por parte del estado. Posteriormente se integró en la compañía de ferrocarriles de París a Lyon al Mediterráneo.
En 1938, la compañía fue absorbida por la recién creada SNCF. Desde 1997, explotación y titularidad se reparten entre la propia SNCF y la RFF.

## Descripción
La estación cuenta con dos andenes laterales y tres vías, una de ellas, la central, no tiene acceso a andén y muere en la propia estación. 
Dispone de atención comercial durante toda la semana y de máquinas expendedoras de billetes. 

## Servicios ferroviarios

### Regionales
Los TER Borgoña enlazan las siguientes ciudades:
- Línea París - Dijon.
- Línea Auxerre - Dijon.